# Givenchy-lès-la-Bassée
Givenchy-lès-la-Bassée è un comune francese di 912 abitanti situato nel dipartimento del Passo di Calais nella regione dell'Alta Francia.

## Società

### Evoluzione demografica
Abitanti censiti